# Lammören, Borgå
Lammören är en ö i Finland. Den ligger i Finska viken och i kommunen Borgå i den ekonomiska regionen  Borgå i landskapet Nyland, i den södra delen av landet. Ön ligger omkring 29 kilometer öster om Helsingfors.
Öns area är 2,3 hektar och dess största längd är 280 meter i sydöst-nordvästlig riktning.